# San Diego Mojo 2025
Questa voce raccoglie le informazioni riguardanti le San Diego Mojo nelle competizioni ufficiali della stagione 2024-2025.

## Stagione
Le San Diego Mojo partecipano alla stagione 2024-25 senza alcuna denominazione sponsorizzata.
Si classificano al sesto posto nella regular season di PVF, mancando la qualificazione ai play-off scudetto.

## Organigramma societario
Area direttiva
- Presidente: Gary E. Jacobs

Area tecnica
- Allenatore: Tayyiba Haneef
- Assistente allenatore: Deitre Collins

## Rosa
| N° | Nome                  | Ruolo | Data di nascita   | Nazionalità sportiva |
| -- | --------------------- | ----- | ----------------- | -------------------- |
| 1  | Rainelle Jones        | C     | 12 marzo 2000     | Stati Uniti          |
| 2  | Shara Venegas         | L     | 18 settembre 1992 | Porto Rico           |
| 3  | T'ara Ceasar          | S     | 20 luglio 1999    | Stati Uniti          |
| 4  | Oluoma Okaro          | O     | 2 aprile 1996     | Stati Uniti          |
| 6  | Kylie Pickrell        | P     | 5 settembre 1996  | Stati Uniti          |
| 7  | Ronika Stone          | C     | 7 giugno 1998     | Stati Uniti          |
| 8  | Kendra Dahlke         | S     | 29 dicembre 1996  | Stati Uniti          |
| 9  | Anna Church           | L     | 21 luglio 1993    | Stati Uniti          |
| 10 | Jenaisya Moore        | S     | 5 gennaio 2001    | Stati Uniti          |
| 11 | Yeliz Askan           | O     | 13 agosto 1987    | Turchia              |
| 12 | Rosir Calderón        | S     | 28 dicembre 1984  | Cuba                 |
| 15 | Yaasmeen Bedart-Ghani | O     | 8 gennaio 1996    | Stati Uniti          |
| 16 | Kamaile Hiapo         | L     | 5 ottobre 2000    | Stati Uniti          |
| 19 | Lee Da-yeong          | P     | 15 ottobre 1996   | Corea del Sud        |
| 21 | Regan Pittman         | C     | 18 marzo 1998     | Stati Uniti          |
| 23 | Elise McGhee          | O     | -                 | Stati Uniti          |
| 24 | Sarah Sponcil         | P     | 16 agosto 1996    | Stati Uniti          |
| 26 | Leyla Blackwell       | C     | 1º luglio 2002    | Stati Uniti          |
| 28 | Kayla Lund            | S     | 14 luglio 1999    | Stati Uniti          |
| 30 | Devyn Robinson        | O     | 9 luglio 2002     | Stati Uniti          |
| 31 | Maya Tabron           | S     | 16 febbraio 2002  | Svezia               |
| 32 | Lauren Page           | C     | 20 settembre 1996 | Stati Uniti          |
| 61 | Celia Cullen          | P     | 1º gennaio 2002   | Stati Uniti          |

      Practice squad

## Mercato
| Acquisti                               | Acquisti              | Acquisti                | Acquisti   |
| R.                                     | Nome                  | da                      | Modalità   |
| -------------------------------------- | --------------------- | ----------------------- | ---------- |
| O                                      | Yeliz Askan           | Cangrejeras de Santurce | definitivo |
| C                                      | Leyla Blackwell       | Nebraska                | definitivo |
| P                                      | Lee Da-yeong          | Paniōnios               | definitivo |
| L                                      | Kamaile Hiapo         | Atlanta Vibe            | definitivo |
| C                                      | Rainelle Jones        | Columbus Fury           | definitivo |
| S                                      | Kayla Lund            | Changas de Naranjito    | definitivo |
| O                                      | Elise McGhee          | Baylor                  | definitivo |
| S                                      | Jenaisya Moore        | Columbus Fury           | definitivo |
| C                                      | Lauren Page           | Athletes Unlimited      | definitivo |
| C                                      | Regan Pittman         | Atlanta Vibe            | definitivo |
| O                                      | Devyn Robinson        | Wisconsin               | definitivo |
| P                                      | Sarah Sponcil         | Grand Rapids Rise       | definitivo |
| S                                      | Maya Tabron           | Southern Methodist      | definitivo |
| Trasferimenti nel corso della stagione |                       |                         |            |
| O                                      | Yaasmeen Bedart-Ghani | Sigorta Shop            | definitivo |
| S                                      | Rosir Calderón        | Al-Nassr                | definitivo |
| S                                      | T'ara Ceasar          | Radnički Belgrado       | definitivo |
| P                                      | Celia Cullen          | Southern Methodist      | definitivo |

| Cessioni                               | Cessioni               | Cessioni           | Cessioni   |
| R.                                     | Nome                   | a                  | Modalità   |
| -------------------------------------- | ---------------------- | ------------------ | ---------- |
| C                                      | Karson Bacon           | Terville Florange  | definitivo |
| C                                      | Alison Bastianelli     | Grand Rapids Rise  | definitivo |
| C                                      | Claire Felix           | LOVB Madison       | definitivo |
| O                                      | Willow Johnson         | Athletes Unlimited | definitivo |
| O                                      | Morgan Lewis           | Columbus Fury      | definitivo |
| S                                      | Grace Loberg           | Vegas Thrill       | definitivo |
| S                                      | Valeria Papa           | Milōn              | definitivo |
| P                                      | August Raskie          | Grand Rapids Rise  | definitivo |
| C                                      | Hannah Tapp            | -                  | ritirata   |
| S                                      | Temitayo Thomas-Ailara | Athletes Unlimited | definitivo |
| P                                      | Nootsara Tomkom        | Athletes Unlimited | definitivo |
| S                                      | Lindsey Vander Weide   | Athletes Unlimited | definitivo |
| L                                      | Nomaris Vélez          | Athletes Unlimited | definitivo |
| Trasferimenti nel corso della stagione |                        |                    |            |
| O                                      | Yeliz Askan            | -                  | svincolata |
| S                                      | Rosir Calderón         | -                  | svincolata |
| L                                      | Anna Church            | -                  | svincolata |
| P                                      | Celia Cullen           | -                  | svincolata |
| O                                      | Oluoma Okaro           | -                  | svincolata |
| P                                      | Kylie Pickrell         | -                  | svincolata |
| O                                      | Devyn Robinson         | Grand Rapids Rise  | definitivo |

## Risultati

### PVF

#### Regular season
| 9 gennaio 2025 Addition Financial Arena, Orlando        | Orlando Valkyries | 3 - 0 | San Diego Mojo    | 25-18, 25-18, 25-22               |
| 11 gennaio 2025 Nationwide Arena, Columbus              | Columbus Fury     | 1 - 3 | San Diego Mojo    | 18-25, 25-21, 19-25, 22-25        |
| 16 gennaio 2025 Viejas Arena, San Diego                 | San Diego Mojo    | 1 - 3 | Orlando Valkyries | 23-25, 25-20, 17-25, 15-25        |
| 19 gennaio 2025 CHI Health Center Omaha, Omaha          | Omaha Supernovas  | 1 - 3 | San Diego Mojo    | 25-20, 19-25, 22-25, 22-25        |
| 24 gennaio 2025 Viejas Arena, San Diego                 | San Diego Mojo    | 3 - 1 | Indy Ignite       | 18-25, 25-17, 30-28, 25-19        |
| 3 gennaio 2025 Viejas Arena, San Diego                  | San Diego Mojo    | 1 - 3 | Atlanta Vibe      | 15-25, 26-24, 17-25, 20-25        |
| 2 febbraio 2025 Van Andel Arena, Grand Rapids           | Grand Rapids Rise | 3 - 0 | San Diego Mojo    | 25-19, 25-22, 25-22               |
| 7 febbraio 2025 Viejas Arena, San Diego                 | San Diego Mojo    | 0 - 3 | Vegas Thrill      | 22-25, 19-25, 20-25               |
| 13 febbraio 2025 Fishers Event Center, Fishers          | Indy Ignite       | 3 - 1 | San Diego Mojo    | 25-21, 25-14, 18-25, 25-15        |
| 16 febbraio 2025 CHI Health Center Omaha, Omaha         | Omaha Supernovas  | 3 - 0 | San Diego Mojo    | 25-21, 25-19, 25-18               |
| 2 febbraio 2025 Viejas Arena, San Diego                 | San Diego Mojo    | 1 - 3 | Omaha Supernovas  | 25-22, 20-25, 16-25, 27-29        |
| 27 febbraio 2025 Viejas Arena, San Diego                | San Diego Mojo    | 3 - 1 | Grand Rapids Rise | 25-11, 18-25, 25-23, 25-21        |
| 1º marzo 2025 Viejas Arena, San Diego                   | San Diego Mojo    | 3 - 1 | Columbus Fury     | 20-25, 25-16, 25-15, 25-22        |
| 5 marzo 2025 Van Andel Arena, Grand Rapids              | Grand Rapids Rise | 3 - 0 | San Diego Mojo    | 25-20, 26-24, 25-20               |
| 9 marzo 2025 Viejas Arena, San Diego                    | San Diego Mojo    | 1 - 3 | Grand Rapids Rise | 17-25, 30-28, 15-25, 18-25        |
| 13 marzo 2025 Addition Financial Arena, Orlando         | Orlando Valkyries | 2 - 3 | San Diego Mojo    | 25-17, 16-25, 15-25, 25-15, 15-17 |
| 15 marzo 2025 Gas South Arena, Duluth                   | Atlanta Vibe      | 3 - 2 | San Diego Mojo    | 15-25, 23-25, 25-19, 25-23, 16-14 |
| 19 marzo 2025 Viejas Arena, San Diego                   | San Diego Mojo    | 1 - 3 | Orlando Valkyries | 23-25, 23-25, 25-23, 12-25        |
| 28 marzo 2025 Georgia State Convocation Center, Atlanta | Atlanta Vibe      | 3 - 1 | San Diego Mojo    | 26-28, 25-20, 25-21, 26-24        |
| 3 marzo 2025 Lee's Family Forum, Henderson              | Vegas Thrill      | 1 - 3 | San Diego Mojo    | 24-26, 26-24, 17-25, 17-25        |
| 8 aprile 2025 Viejas Arena, San Diego                   | San Diego Mojo    | 2 - 3 | Atlanta Vibe      | 25-21, 17-25, 13-25, 25-15, 12-15 |
| 12 aprile 2025 Viejas Arena, San Diego                  | San Diego Mojo    | 3 - 1 | Omaha Supernovas  | 25-19, 23-25, 27-25, 25-13        |
| 16 aprile 2025 Nationwide Arena, Columbus               | Columbus Fury     | 3 - 1 | San Diego Mojo    | 25-22, 25-20, 22-25, 25-19        |
| 19 aprile 2025 Viejas Arena, San Diego                  | San Diego Mojo    | 3 - 2 | Vegas Thrill      | 25-23, 25-18, 21-25, 19-25, 15-10 |
| 25 aprile 2025 Lee's Family Forum, Henderson            | Vegas Thrill      | 3 - 2 | San Diego Mojo    | 24-26, 23-25, 25-18, 25-19, 15-11 |
| 27 aprile 2025 Fishers Event Center, Fishers            | Indy Ignite       | 3 - 1 | San Diego Mojo    | 25-22, 25-19, 20-25, 25-23        |
| 1º maggio 2025 Viejas Arena, San Diego                  | San Diego Mojo    | 3 - 0 | Columbus Fury     | 25-21, 25-21, 25-20               |
| 3 maggio 2025 Viejas Arena, San Diego                   | San Diego Mojo    | 3 - 1 | Indy Ignite       | 22-25, 25-18, 25-19, 25-19        |

## Statistiche

### Statistiche di squadra
| Competizione | Punti | In casa | In casa | In casa | In trasferta | In trasferta | In trasferta | Totale | Totale | Totale |
| Competizione | Punti | G       | V       | P       | G            | V            | P            | G      | V      | P      |
| ------------ | ----- | ------- | ------- | ------- | ------------ | ------------ | ------------ | ------ | ------ | ------ |
| PVF          | 34    | 14      | 7       | 7       | 14           | 4            | 10           | 28     | 11     | 17     |
| Totale       | -     | 14      | 7       | 7       | 14           | 4            | 10           | 28     | 11     | 17     |

### Statistiche dei giocatori
| Giocatrice      | PVF | PVF | PVF | PVF | PVF | Totale | Totale | Totale | Totale | Totale |
| Giocatrice      | P   | PT  | AV  | MV  | BV  | P      | PT     | AV     | MV     | BV     |
| --------------- | --- | --- | --- | --- | --- | ------ | ------ | ------ | ------ | ------ |
| Y. Askan        | 0   | 0   | 0   | 0   | 0   | 0      | 0      | 0      | 0      | 0      |
| Y. Bedart-Ghani | 8   | 109 | 88  | 10  | 11  | 8      | 109    | 88     | 10     | 11     |
| L. Blackwell    | 10  | 47  | 33  | 10  | 4   | 10     | 47     | 33     | 10     | 4      |
| R. Calderón     | 1   | 0   | 0   | 0   | 0   | 1      | 0      | 0      | 0      | 0      |
| T. Ceasar       | 3   | 8   | 7   | 1   | 0   | 3      | 8      | 7      | 1      | 0      |
| A. Church       | 0   | 0   | 0   | 0   | 0   | 0      | 0      | 0      | 0      | 0      |
| C. Cullen       | 2   | 0   | 0   | 0   | 0   | 2      | 0      | 0      | 0      | 0      |
| K. Dahlke       | 24  | 317 | 289 | 18  | 10  | 24     | 317    | 289    | 18     | 10     |
| K. Hiapo        | 18  | 0   | 0   | 0   | 0   | 18     | 0      | 0      | 0      | 0      |
| R. Jones        | 10  | 38  | 31  | 3   | 4   | 10     | 38     | 31     | 3      | 4      |
| Lee D.y.        | 24  | 55  | 24  | 24  | 7   | 24     | 55     | 24     | 24     | 7      |
| K. Lund         | 9   | 30  | 28  | 0   | 2   | 9      | 30     | 28     | 0      | 2      |
| E. McGhee       | 17  | 89  | 79  | 6   | 4   | 17     | 89     | 79     | 6      | 4      |
| J. Moore        | 22  | 161 | 140 | 12  | 9   | 22     | 161    | 140    | 12     | 9      |
| O. Okaro        | 0   | 0   | 0   | 0   | 0   | 0      | 0      | 0      | 0      | 0      |
| L. Page         | 23  | 113 | 84  | 22  | 7   | 23     | 113    | 84     | 22     | 7      |
| K. Pickrell     | -   | -   | -   | -   | -   | -      | -      | -      | -      | -      |
| R. Pittman      | 21  | 217 | 136 | 71  | 10  | 21     | 217    | 136    | 71     | 10     |
| D. Robinson     | 2   | 0   | 0   | 0   | 0   | 2      | 0      | 0      | 0      | 0      |
| S. Sponcil      | 23  | 24  | 18  | 4   | 2   | 23     | 24     | 18     | 4      | 2      |
| R. Stone        | 28  | 294 | 211 | 77  | 6   | 28     | 294    | 211    | 77     | 6      |
| M. Tabron       | 25  | 279 | 229 | 38  | 12  | 25     | 279    | 229    | 38     | 12     |
| S. Venegas      | 27  | 0   | 0   | 0   | 0   | 27     | 0      | 0      | 0      | 0      |

P = presenze; PT = punti totali; AV = attacchi vincenti; MV = muri vincenti; BV = battute vincenti